# 466

466(사백육십육)은 465보다 크고 467보다 작은 자연수다.

## 수학
- 합성수로, 그 약수는 1, 2, 233, 466이다. 진약수의 합은 236이므로, 466은 부족수다.
  - 143번째 반소수다. 앞의 반소수는 458, 다음 반소수는 469다.
- {\displaystyle 466=5^{2}+21^{2}}
  - 서로 다른 두 자연수의 제곱합으로 나타낼 수 있는 수다.
- {\displaystyle 89^{4}-1}은 466으로 나누어떨어진다.

## 과학
- NGC 466(영어판): 큰부리새자리 방향에 있는 렌즈형 은하

## 교통
- 고속도로 및 국도
  - 오토루트 466호선(프랑스어판): 프랑스의 고속도로.
  - 일본 466번 국도: 도쿄도 세타가야구에서 가나가와현 요코하마시 호도가야구까지 이어지는 일본의 국도.
- 기타 도로
  - 현도 제466호선

## 군사
- U-466(영어판): 제2차 세계 대전에 사용된 나치 독일의 군용 잠수함.

## 문화유산
- 대한민국의 보물 제466호: 밀양 만어사 삼층석탑
- 대한민국의 사적 제466호: 원주 법천사지

## 기타
- 연도: 466년, 기원전 466년